# 班德尼茨
班德尼茨（德語：Bandenitz）是德国梅克伦堡-前波美拉尼亚州的市镇，隶属于路德维希斯卢斯特-帕尔希姆县，总面积为17.43平方千米，截至2020年总人口为456人。